# Scopula empera
Scopula empera är en fjärilsart som beskrevs av Louis Beethoven Prout 1928. Scopula empera ingår i släktet Scopula och familjen mätare. Inga underarter finns listade.